# Biserica de lemn „Cuvioasa Paraschiva” din Pitești
Biserica de lemn „Cuvioasa Paraschiva” din Pitești este un monument istoric aflat pe teritoriul municipiului Pitești.

## Galerie

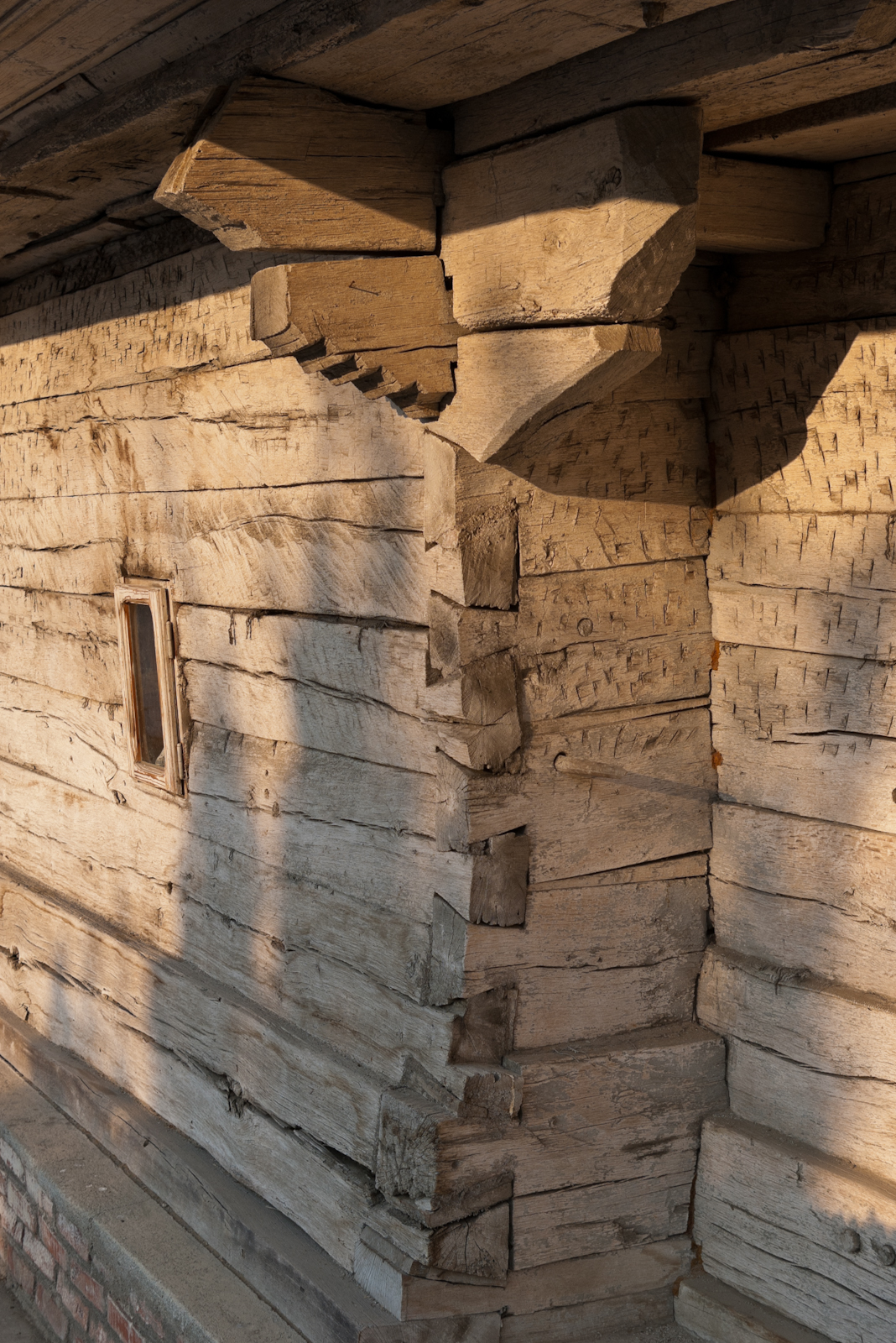
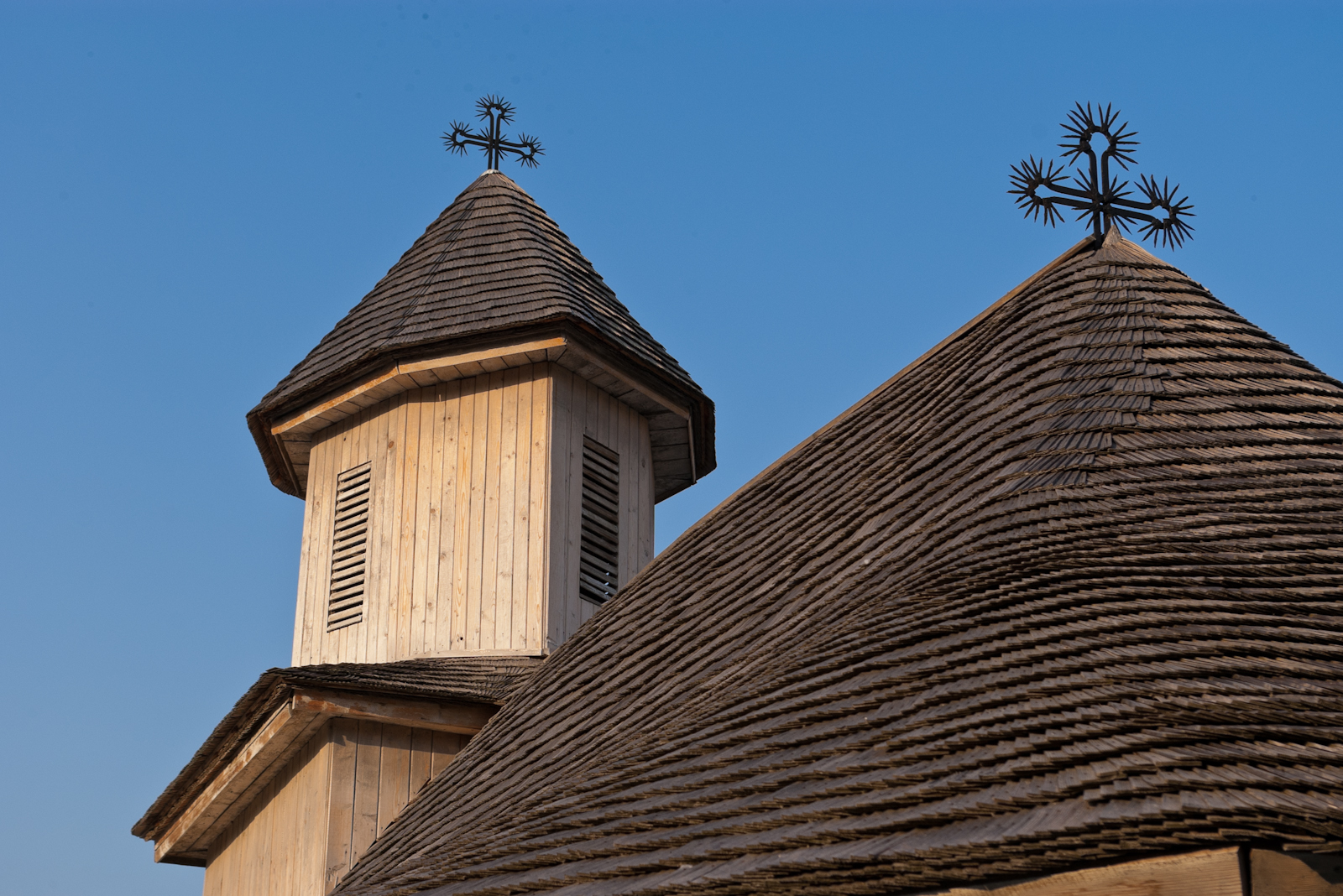
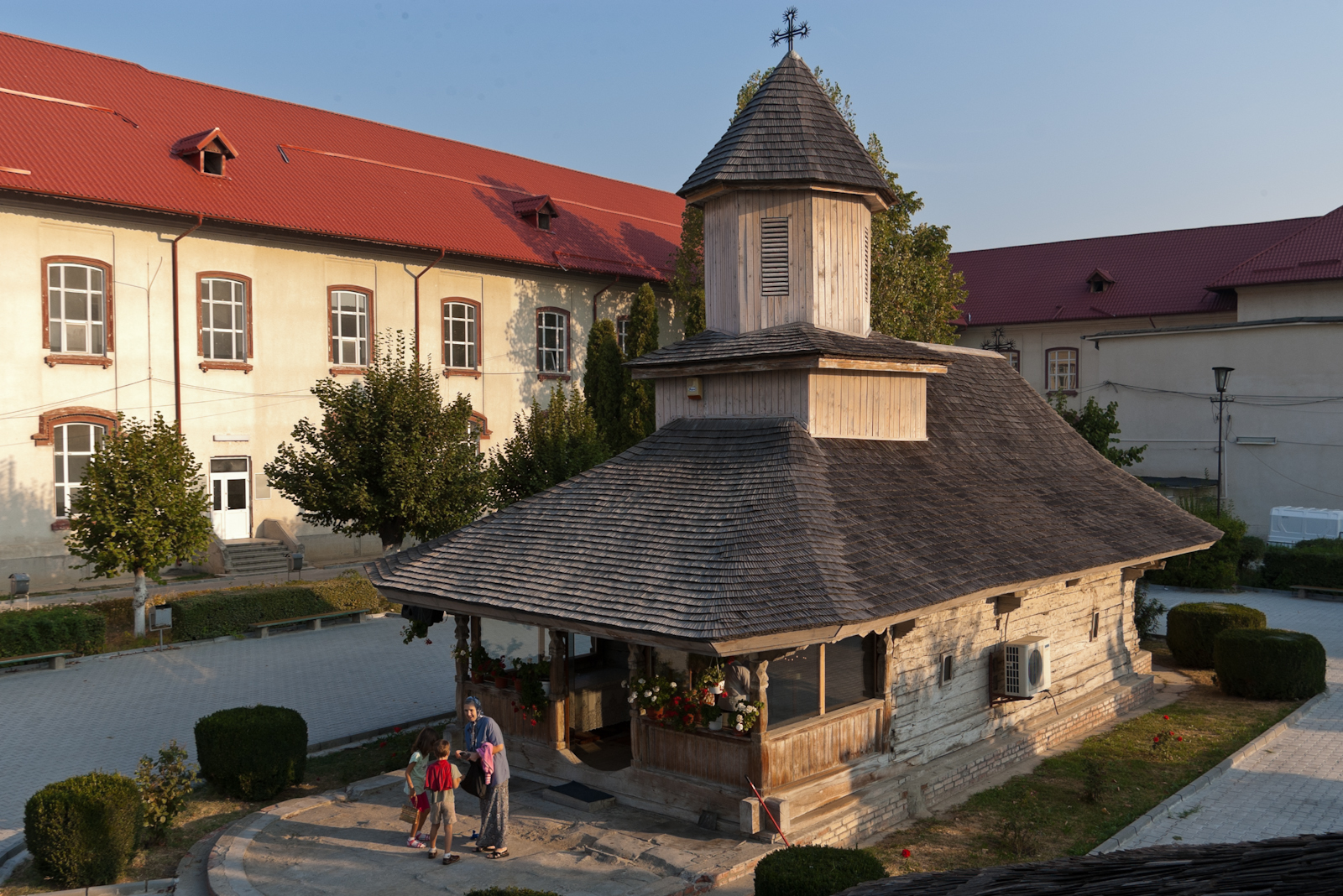
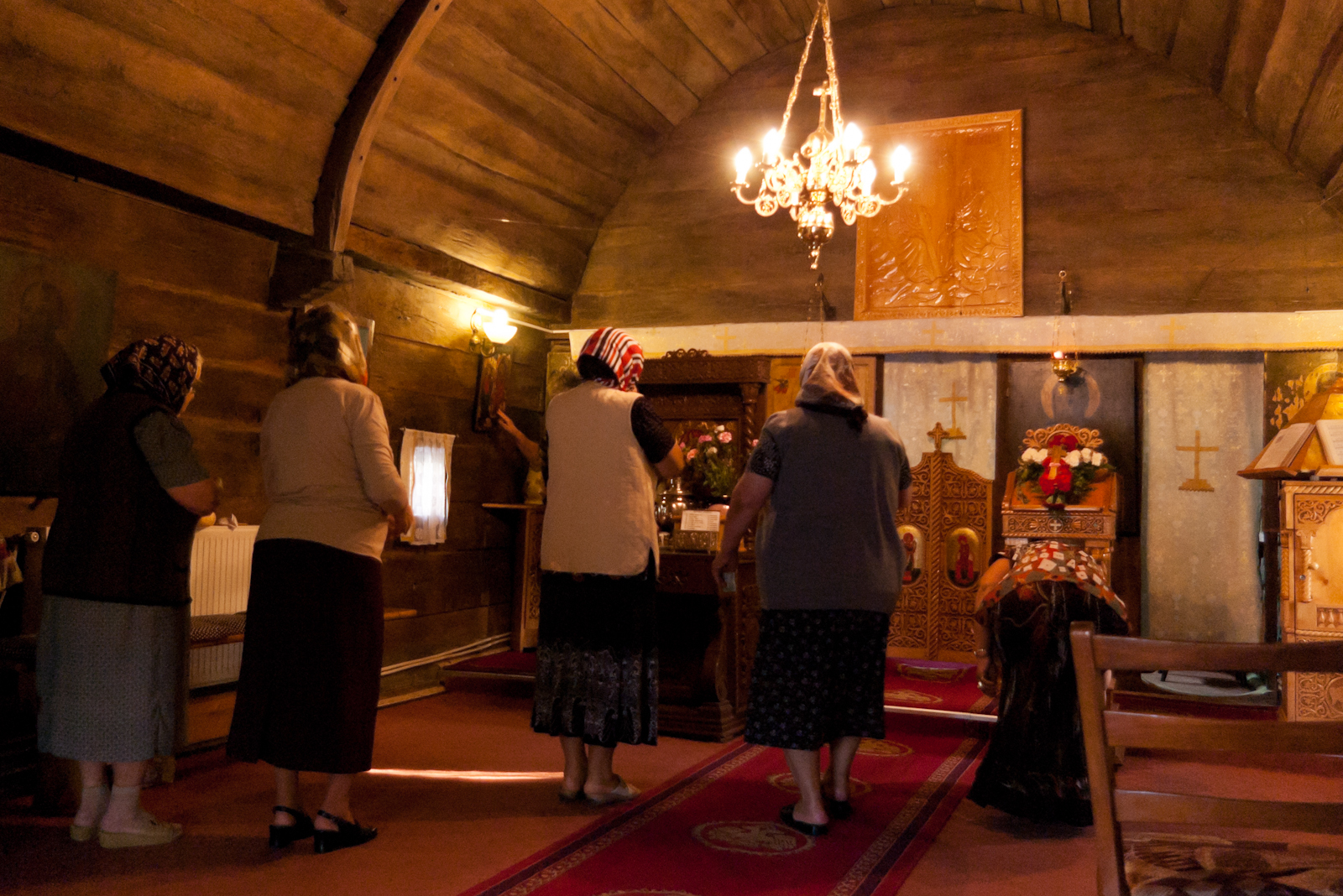